# Grand Prix Belgie 1965
Grand Prix Belgie 1965 (oficiálně XXV GROTE PRIJS VAN BELGIE) se jela na okruhu Circuit de Spa-Francorchamps v Stavelotu v Belgii dne 13. června 1965. Závod byl třetím v pořadí v sezóně 1965 šampionátu Formule 1.

## Kvalifikace
| Poř. | No. | Jezdec          | Konstruktér    | Čas    | Ztráta |
| ---- | --- | --------------- | -------------- | ------ | ------ |
| 1    | 7   | Graham Hill     | BRM            | 3:45.4 | —      |
| 2    | 17  | Jim Clark       | Lotus-Climax   | 3:47.5 | +2.1   |
| 3    | 8   | Jackie Stewart  | BRM            | 3:48.8 | +3.4   |
| 4    | 10  | Richie Ginther  | Honda          | 3:49.0 | +3.6   |
| 5    | 15  | Dan Gurney      | Brabham-Climax | 3:49.2 | +3.8   |
| 6    | 1   | John Surtees    | Ferrari        | 3:49.5 | +4.1   |
| 7    | 20  | Jo Bonnier      | Brabham-Climax | 3:49.7 | +4.3   |
| 8    | 21  | Jo Siffert      | Brabham-BRM    | 3:50.7 | +5.3   |
| 9    | 4   | Bruce McLaren   | Cooper-Climax  | 3:51.3 | +5.9   |
| 10   | 14  | Jack Brabham    | Brabham-Climax | 3:51.5 | +6.1   |
| 11   | 11  | Ronnie Bucknum  | Honda          | 3:52.3 | +6.9   |
| 12   | 18  | Mike Spence     | Lotus-Climax   | 3:52.6 | +7.2   |
| 13   | 23  | Richard Attwood | Lotus-BRM      | 3:53.2 | +7.8   |
| 14   | 5   | Jochen Rindt    | Cooper-Climax  | 3:53.3 | +7.9   |
| 15   | 2   | Lorenzo Bandini | Ferrari        | 3:54.0 | +8.6   |
| 16   | 22  | Innes Ireland   | Lotus-BRM      | 3:57.4 | +12.0  |
| 17   | 27  | Lucien Bianchi  | BRM            | 3:59.0 | +13.6  |
| 18   | 26  | Frank Gardner   | Brabham-BRM    | 3:59.4 | +14.0  |
| 19   | 24  | Bob Anderson    | Brabham-CLimax | 3:59.8 | +14.4  |
| 20   | 29  | Masten Gregory  | BRM            | 4:02.8 | +17.4  |
| DNS  | 28  | Willy Mairesse  | BRM            | —      | —      |

## Závod
| Poř.   | No. | Jezdec          | Konstruktér    | Počet kol | Čas/Odstoupení    | Pořadí na startu | Body |
| ------ | --- | --------------- | -------------- | --------- | ----------------- | ---------------- | ---- |
| 1      | 17  | Jim Clark       | Lotus-Climax   | 32        | 2:23:34.8         | 2                | 9    |
| 2      | 8   | Jackie Stewart  | BRM            | 32        | +44.8             | 3                | 6    |
| 3      | 4   | Bruce McLaren   | Cooper-Climax  | 31        | +1 kolo           | 9                | 4    |
| 4      | 14  | Jack Brabham    | Brabham-Climax | 31        | +1 kolo           | 10               | 3    |
| 5      | 7   | Graham Hill     | BRM            | 31        | +1 kolo           | 1                | 2    |
| 6      | 10  | Richie Ginther  | Honda          | 31        | +1 kolo           | 4                | 1    |
| 7      | 18  | Mike Spence     | Lotus-Climax   | 31        | +1 kolo           | 12               |      |
| 8      | 21  | Jo Siffert      | Brabham-BRM    | 31        | +1 kolo           | 8                |      |
| 9      | 2   | Lorenzo Bandini | Ferrari        | 30        | +2 kola           | 15               |      |
| 10     | 15  | Dan Gurney      | Brabham-Climax | 30        | +2 kola           | 5                |      |
| 11     | 5   | Jochen Rindt    | Cooper-Climax  | 29        | +3 kola           | 14               |      |
| 12     | 27  | Lucien Bianchi  | BRM            | 29        | +3 kola           | 17               |      |
| 13     | 22  | Innes Ireland   | Lotus-BRM      | 27        | +5 kol            | 16               |      |
| 14     | 23  | Richard Attwood | Lotus-BRM      | 26        | Nehoda            | 13               |      |
| Ret    | 29  | Masten Gregory  | BRM            | 12        | Palivové čerpadlo | 19               |      |
| Ret    | 20  | Jo Bonnier      | Brabham-Climax | 9         | Zapalování        | 7                |      |
| Ret    | 11  | Ronnie Bucknum  | Honda          | 9         | Převodovka        | 11               |      |
| Ret    | 1   | John Surtees    | Ferrari        | 5         | Motor             | 6                |      |
| Ret    | 26  | Frank Gardner   | Brabham-BRM    | 3         | Zapalování        | 18               |      |
| DNS    | 24  | Bob Anderson    | Brabham-Climax | 0         | Motor             | 19               |      |
| WD     | 28  | Willy Mairesse  | BRM            |           | Příliš pomalý     |                  |      |
| Zdroj: |     |                 |                |           |                   |                  |      |

## Průběžné pořadí po závodě
Pohár jezdců
|        | Pořadí | Jezdec         | Body |
| ------ | ------ | -------------- | ---- |
| 1      | 1      | Jim Clark      | 18   |
| 1      | 2      | Graham Hill    | 15   |
| 2      | 3      | Jackie Stewart | 11   |
| 1      | 4      | John Surtees   | 9    |
| 1      | 5      | Bruce McLaren  | 8    |
| Zdroj: |        |                |      |

Pohár konstruktérů
|        | Pořadí | Konstruktér    | Body |
| ------ | ------ | -------------- | ---- |
|        | 1      | BRM            | 19   |
| 1      | 2      | Lotus-Climax   | 18   |
| 1      | 3      | Ferrari        | 12   |
|        | 4      | Cooper-Climax  | 8    |
| 1      | 5      | Brabham-Climax | 3    |
| Zdroj: |        |                |      |